# Napfolt

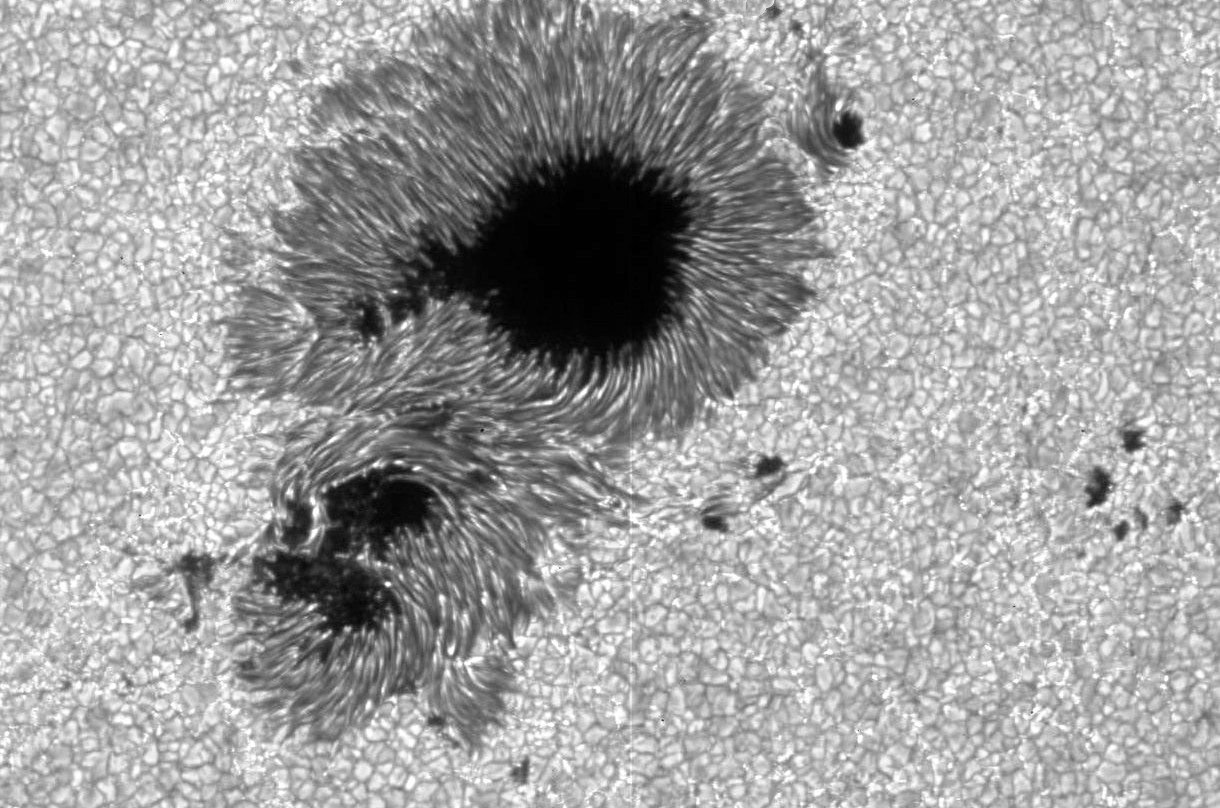
Nagy, szabályos napfolt a NASA felvételén

A napfolt környezeténél sötétebb terület a Nap fotoszférájában.
Foltokat már az első távcsöves csillagászati megfigyelések évében, 1610-ben is látott a Napon Galilei, később Fabricius, Hevelius és Harriot. A nagyobb napfoltok két részre bonthatók: a belső, sötétebb rész az umbra, a külső, félsötét, sugaras szerkezetű rész a penumbra. A penumbra nélküli napfoltok neve pórus.
A napfoltok alakja többnyire körszerű, de gyakoriak a szabálytalan alakú és szerkezetű foltok is. Méretük 1,5 megamétertől (Mm; ezer kilométer) mintegy 100 Mm-ig terjedhet. Egy nagyobb napfolt átmérője tipikusan kb. a Földével egyezik meg. A pórusok mérete nem haladja meg a 7 Mm-t, míg a penumbrával is rendelkező foltok legalább 3,5 Mm átmérőjűek. A 3,5 és 7 Mm közötti tartományban a penumbra megléte függ a folt előéletétől: a fiatal, növekvő foltok jellemzően csak a 7 Mm körüli méretet elérve fejlesztenek penumbrát, míg az idős, zsugorodó foltok sokáig megőrzik azt.
A foltok területét a Nap egy féltekéjének milliomod része (millionth solar hemisphere = MSH) egységben szokás megadni.
A napfoltban a hőmérséklet közel 2000 °C-kal alacsonyabb a napfolton kívüli, nyugodt napfelszín 5700 K-es hőmérsékleténél, ezért a foltból érkező hőmérsékleti sugárzás intenzitása csupán negyede a nyugodt napfelszínének. A foltot ezért látjuk sötétnek, bár valójában ezek a területek is vakítóan fényesek.

## A napfolttevékenység mérőszámai
A Nap foltokkal való fedettségének jellemzésére alkalmas pl. a napfoltok (MSH-ban megadott) összterülete. Ennek mérését azonban nehezíti, hogy a napkorong pereménél a Wilson-effektus miatt nehéz a területet becsülni; emellett a fényképezés előtti (közel három évszázadot átfogó) távcsöves megfigyelések esetében ilyen adatokkal alig-alig rendelkezünk.
Ezért a napfolttevékenység legáltalánosabban használt mérőszáma inkább a Wolf zürichi csillagász által 1848-ban bevezetett
napfolt-relatívszám:
{\displaystyle R=k(10g+f),}
ahol g a foltcsoportok, f pedig az egyes foltok száma. Wolf a {\displaystyle k=1} értéket használta, mivel azonban más távcsövekkel a látható napfoltok száma eltér attól, amit Wolf zürichi távcsövével láthatott, általában szükség van a {\displaystyle k} korrekciós tényezőre is. A napfolt-relatívszám hivatalos meghatározása ma a brüsszeli Belga Királyi Obszervatórium feladata.
A napfolt-relatívszám változásában tükröződik a 11 éves aktivitási ciklusa, amire először Schwabe figyelt fel 1844-ben. 2001-ben napfoltmaximum, 2007–2008-ban napfoltminimum volt.

## Mágneses tér
Mint azt a Zeeman-effektus alapján Hale már 1908-ban kimutatta, a napfoltokban erős mágneses mező van jelen. A mágneses indukció a foltok közepén mintegy 0,25–0,3 T. (Értéke csak kevéssé függ a folt méretétől.) A folt szélén ez az érték csak 0,15 T körüli. A mágneses erővonalak a folt közepén függőleges irányúak, a széle felé kifelé dőlnek.
Szabályos alakú napfoltokban tér erőssége és a függőlegessel bezárt {\displaystyle \theta } szöge a folt középpontjától mért r távolság függvényében az alábbi formulákkal közelíthető (R a folt sugara):
{\displaystyle B(r)={\frac {B_{0}}{1+r^{2}/R^{2}}}\qquad \theta ={\frac {\pi }{2}}{\frac {r}{R}}.}
A foltokban a mágneses fluxus 1012 Wb és 3·1014 Wb között mozog.

## A napfoltjelenség magyarázata
A napfolt alacsonyabb hőmérséklete is a mágneses tér hatásával magyarázható, mivel a mágneses erővonalcsövekben (fluxuscsövekben) az erős mágneses tér meggátolja a Napban termelődő energia konvektív áramlások révén történő kiszállítását. (A konvektív áramlásokhoz szükséges körforgás ui. a befagyás tétele miatt nem jöhet létre.) Ennek következtében a csőben a gáz lehűl.
A lehűlt gáz továbbá összezsugorodik, ezért a csőben a Nap felszíne a környezethez képest mélyebbre kerül. A napfolt tehát voltaképpen egy hideg „gödör” a Nap felszínén. Ezt már 1774-ben észrevette Wilson skót csillagász abból, hogy a Nap forgása miatt a napkorong közepéről a pereme felé haladó foltokban az umbra penumbrabeli helyzete megváltozik (Wilson-effektus).
A penumbra létrejötte elképzelések szerint annak tulajdonítható, hogy a nagyobb foltok pereménél erősen megdőlt mágneses tér nem képes a konvektív áramlásokat teljesen elfojtani, így itt egy speciális, mágnesesen módosult konvekció zajlik. Ennek részletei azonban ma még nem teljesen világosak.

## A napfoltok élete

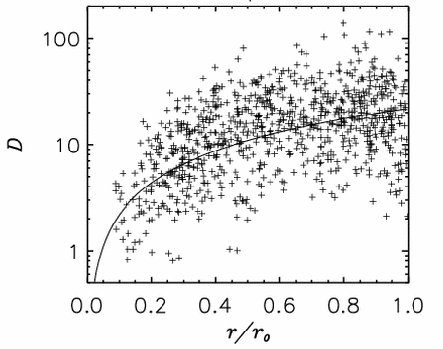
Összefüggés a napfoltok bomlási üteme és sugara között a debreceni Napfizikai Obszervatórium adatai alapján. A folytonos görbe a turbulens eróziós modell jóslata

A napfoltok élettartama 1 naptól több hónapig terjedhet. Nagyobb napfoltok esetében 7–10 nap a jellemző. A megfigyelések szerint a napfolt kisebb mágneses elemek, fáklyapontok összeolvadásával alakul ki, és további ilyen elemek, valamint kisebb foltok beolvadásával nő tovább. Ezt a jelenséget általában az ún. „mágneses fa” fogalmával magyarázzák: eszerint a kicsiny mágneses elemek (erővonalkötegek) a felszín alatt összefüggenek, mint egy fa ágai. Ahogyan a fa emelkedik, „ágainak” a felszínnel vett metszéspontjai összeolvadni látszanak.
Ez a növekedési szakasz rendszerint nem tart tovább néhány napnál. Egy maximális terület elérése után a folt ismét zsugorodni kezd, mígnem lassan eltűnik. Ez a bomlási fázis rendszerint jóval hosszabb a növekedésnél.
A foltok bomlása az ún. turbulens erózióval magyarázható, vagyis azzal, hogy a környező granulációs mozgások a mágneses erővonalkötegből kis darabokat „leharapdálnak”. A folyamat elméleti modellje (Petrovay & Moreno-Insertis 1997) szerint a területcsökkenés mértéke, vagyis a bomlás üteme az alábbi képlettel adható meg:
{\displaystyle D\equiv -{\dot {A}}=C_{D}{\sqrt {\frac {A}{A_{0}}}},}
ahol A a napfolt területe, {\displaystyle A_{0}} a (korábban elért) maximális területe, és az állandó értéke {\displaystyle C_{D}\simeq 30} MSH/nap.
Az eróziós folyamat véletlenszerű volta miatt az egyes foltok területcsökkenése gyakran erősen eltér a fenti törvénytől, azonban a törvény érvényesülése statisztikailag kimutatható (Petrovay & van Driel-Gesztelyi 1997).

## Finomszerkezet és mozgások
A napfoltok umbrájában olykor mintegy 10 perc élettartamú, 1 Mm körüli méretű kifényesedések láthatók, az ún. umbrapontok (angolul: umbral dots). Ezek feltehetőleg a konvekciónak egy erősen elfojtott formáját képviselik.
A penumbra fényes és sötét szálakra bomlik. Benne, különösen a sötét szálakban, 1–2 km/s sebességű kiáramlás mutatható ki a Doppler-eltolódás alapján, ez az ún. Evershed-áramlás. A sötét szálaknak megfelelő erővonalcsövek a folt szélénél a felszín alá buknak, ezért ott az Evershed-áramlás eltűnik.
A világos szálak a sötéteknél meredekebben emelkednek, és a kromoszférába is felnyúlnak. Kromoszferikus felvételeken (elsősorban a hidrogén {\displaystyle H_{\alpha }} vonalának hullámhosszán) a napfoltokat sokkal kiterjedtebb, sugárirányú szálas szerkezet övezi, az ún. szuperpenumbra. Ebben viszont befelé irányuló inverz Evershed-áramlás mutatható ki.
Nagy, szabályos napfoltok bomlásukkor gyakran szabályos szupregranulációs cellát szerveznek maguk köré, vagyis köröttük a fotoszférában lassú kiáramlás tapasztalható. Ebben a gyepűnek (angolul: moat) nevezett cellában a napfolttól távolodó kis mágneses elemek mutathatók ki a magnetográfos felvételeken.

## Napfoltcsoportok
A napfoltok rendszerint csoportosan fordulnak elő a Nap aktív vidékein, alacsony (kb. 30-40 fokot nem meghaladó) naprajzi szélességeken. A foltcsoportok osztályozására több rendszer is született.

## Napfoltkatalógusok
1874-től 1976-ig a Greenwichi Obszervatórium évente adta ki a napfoltok hivatalos katalógusát (Greenwich Heliographic Results, GPR). Ezt a feladatot 1977-től a Magyar Tudományos Akadémia Csillagászati Kutatóintézetének debreceni Napfizikai Obszervatóriuma vette át. Az obszervatóriumban két katalógus készül, a greenwichi folytatásának tekinthető DPD (Debrecen Photoheliographic Data), és a minden eddiginél részletesebb DPR (Debrecen Photoheliographic Results).

## Külső hivatkozások
- Debreceni Napfizikai Obszervatórium - Napfoltkatalógusok
- Belga Királyi Obszervatórium - Solar Influences Data Analysis Center Archiválva 2017. augusztus 3-i dátummal a Wayback Machine-ben
- Solar Cycle Progression, Presented by the NOAA/Space Environment Center